# 四禮
冠婚喪祭在中華文化裏面，指的是成人從出生到死亡所必須經歷的四個禮儀，即是「冠禮」、「婚禮」、「喪禮」和「祭禮」，統稱為「四禮」或「家禮」。 四禮隨着儒家文化的傳播，也流傳到日本、朝鮮半島、琉球、越南、臺灣、滿洲、香港等東亞國家地區，日本稱之為「冠婚葬祭」，韓國稱之為「冠婚喪祭」。
四禮用社會人類學的觀點來解釋的話，既是「通過儀禮」，也就是表示一個人從生命中的一個階段進入另一個階段的過程，它包括了出生、成年、結婚和死亡的四個階段。四禮與通過儀禮之間互有重疊之處，但通過儀禮的誕生禮不在四禮之中，而且也沒有人死後所行的祭禮。

## 畫廊

### 冠禮

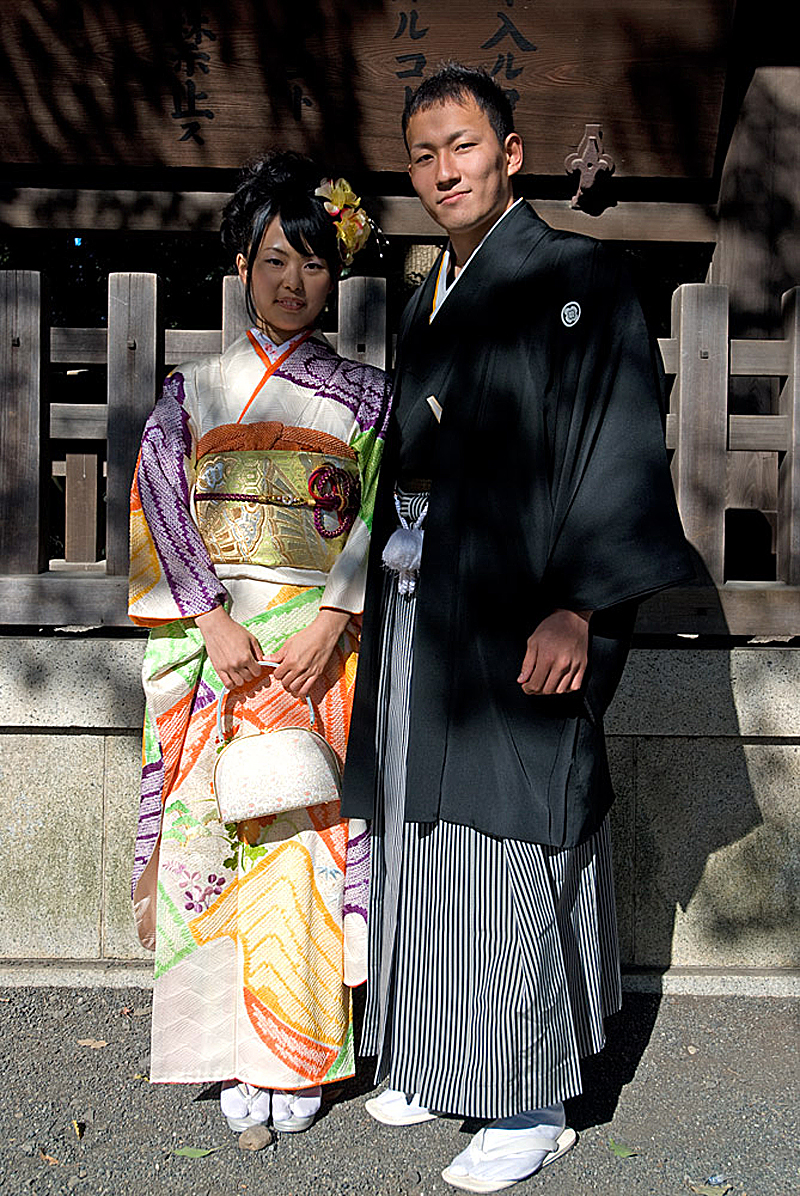
日本成年禮

### 婚禮

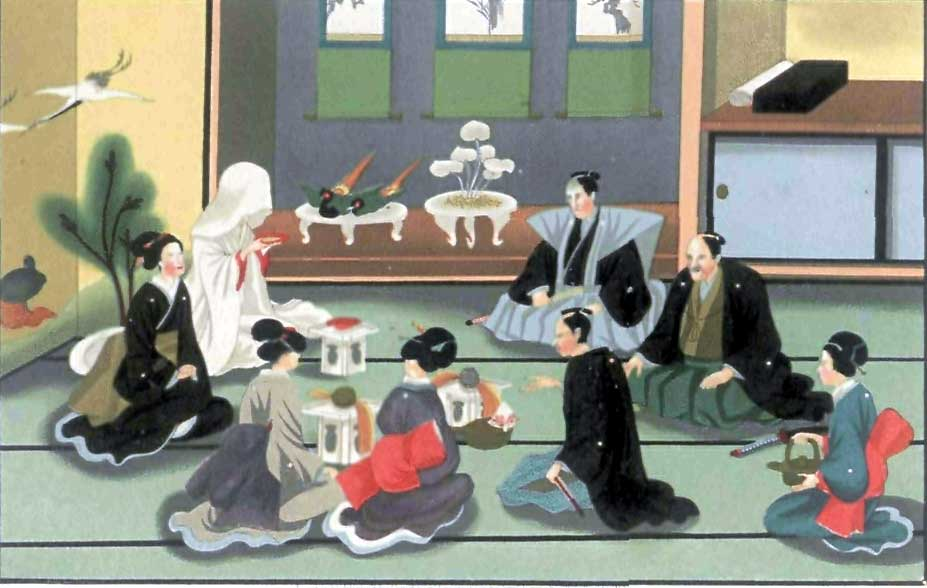
日本傳統婚禮描繪
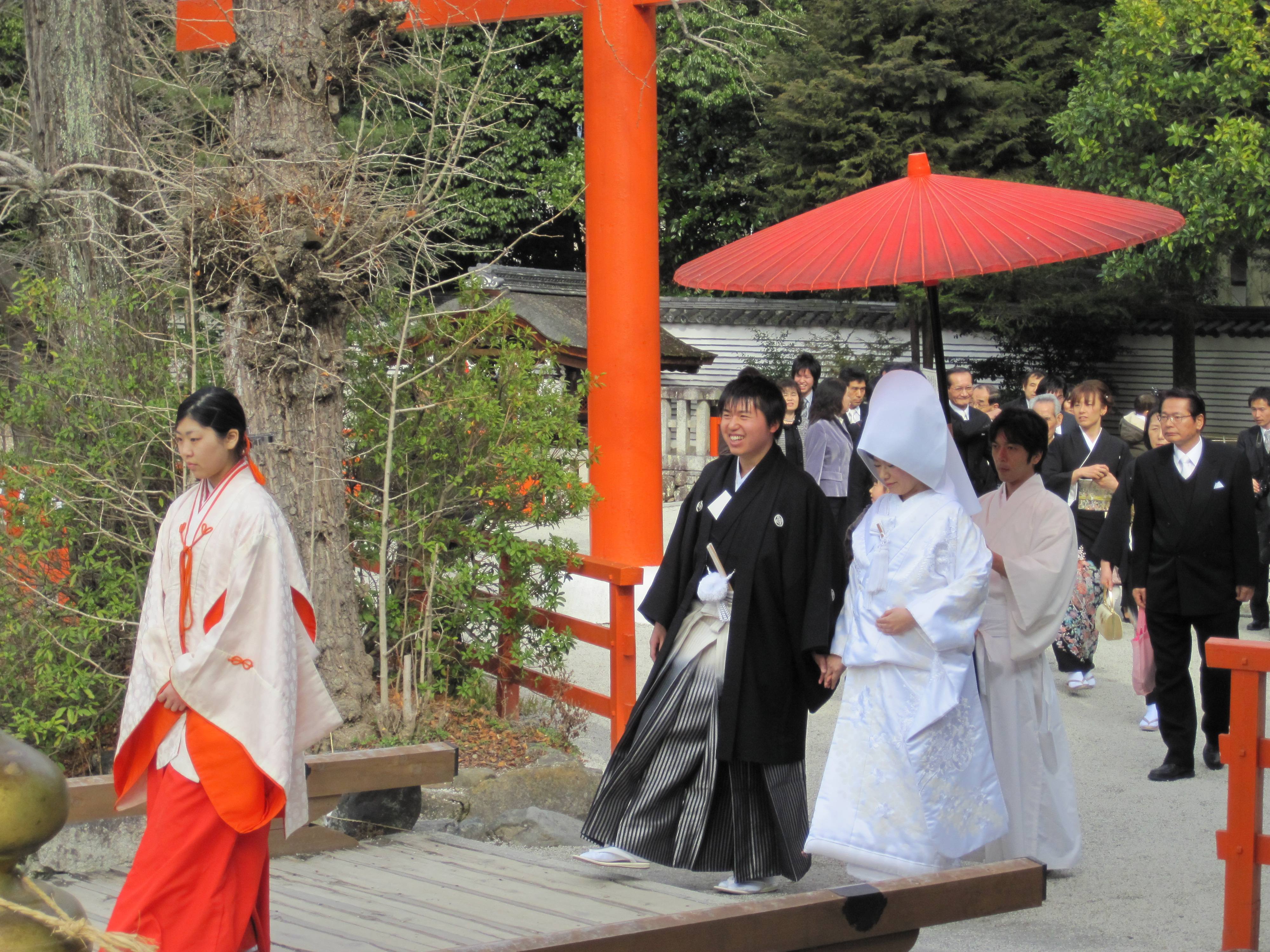
日本神前式婚禮
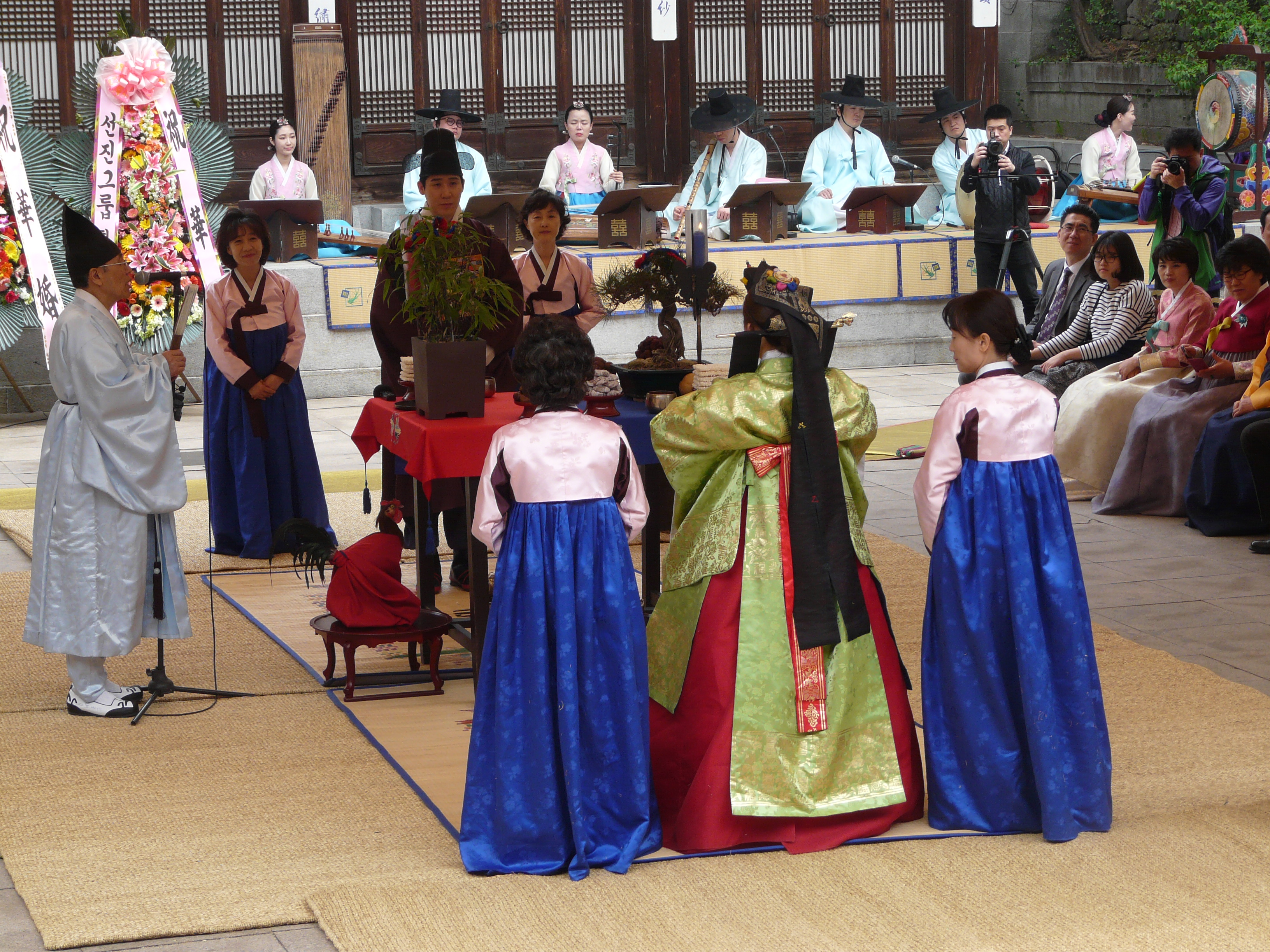
韓國傳統婚禮

### 喪禮

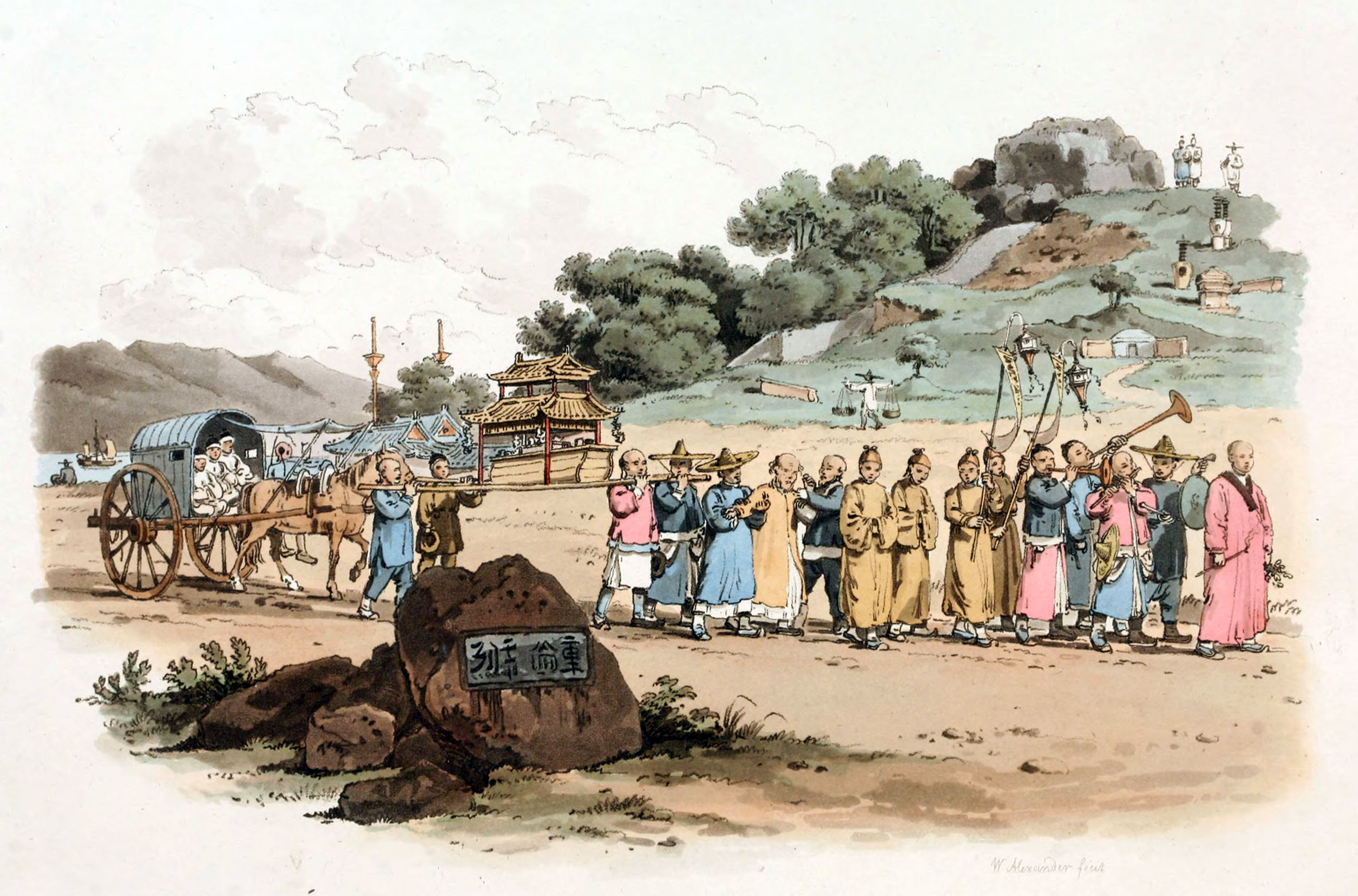
漢人喪葬隊伍（英语：Chinese funeral rituals）描繪
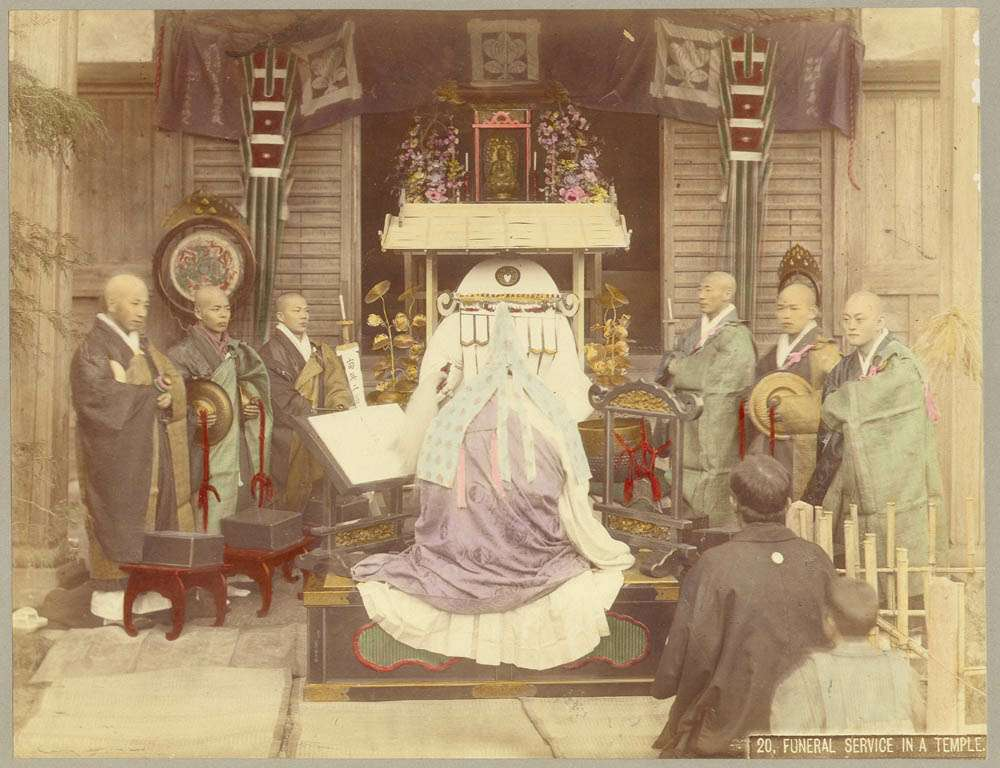
日本葬儀
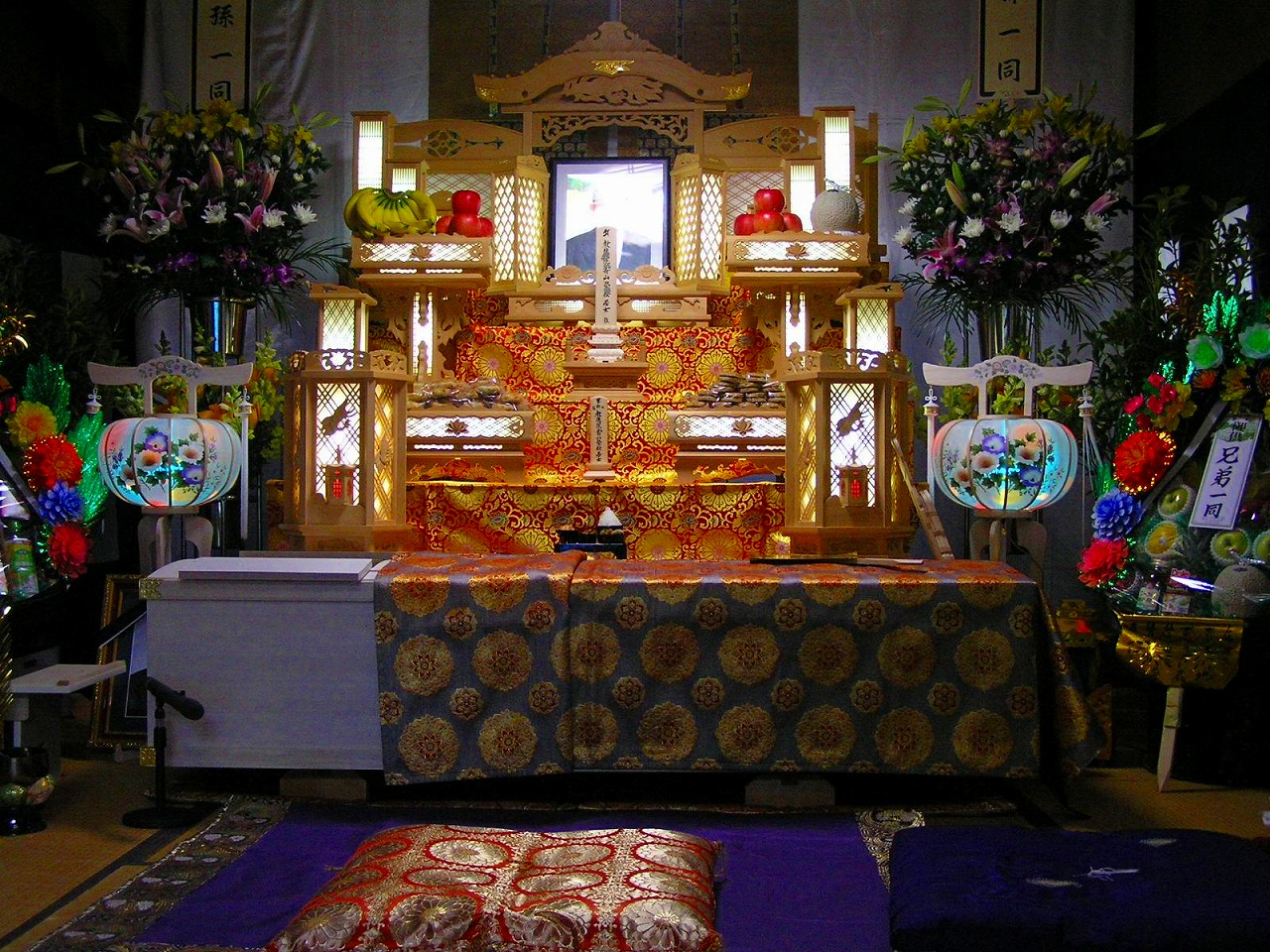
日本葬禮祭壇
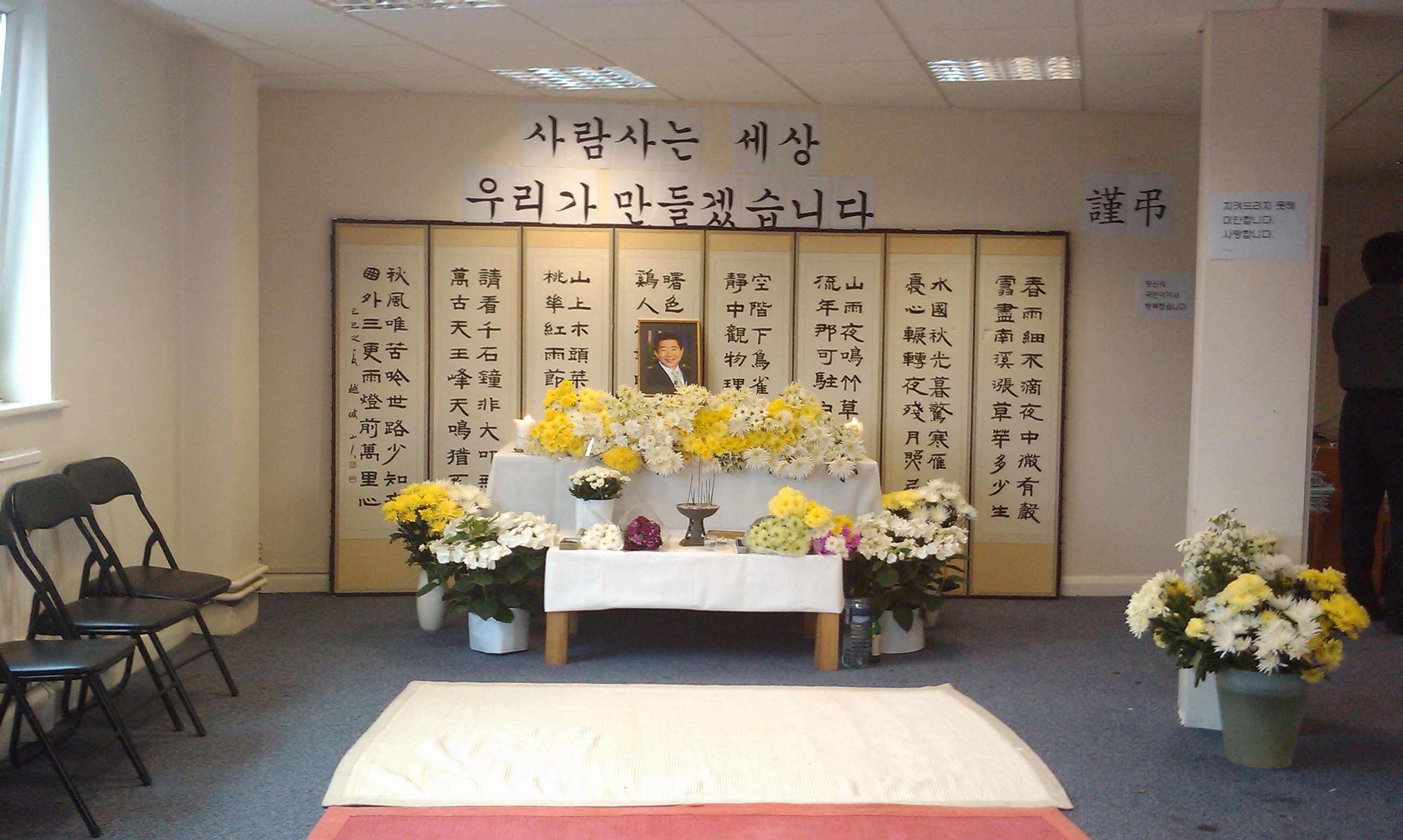
韓國喪禮靈堂
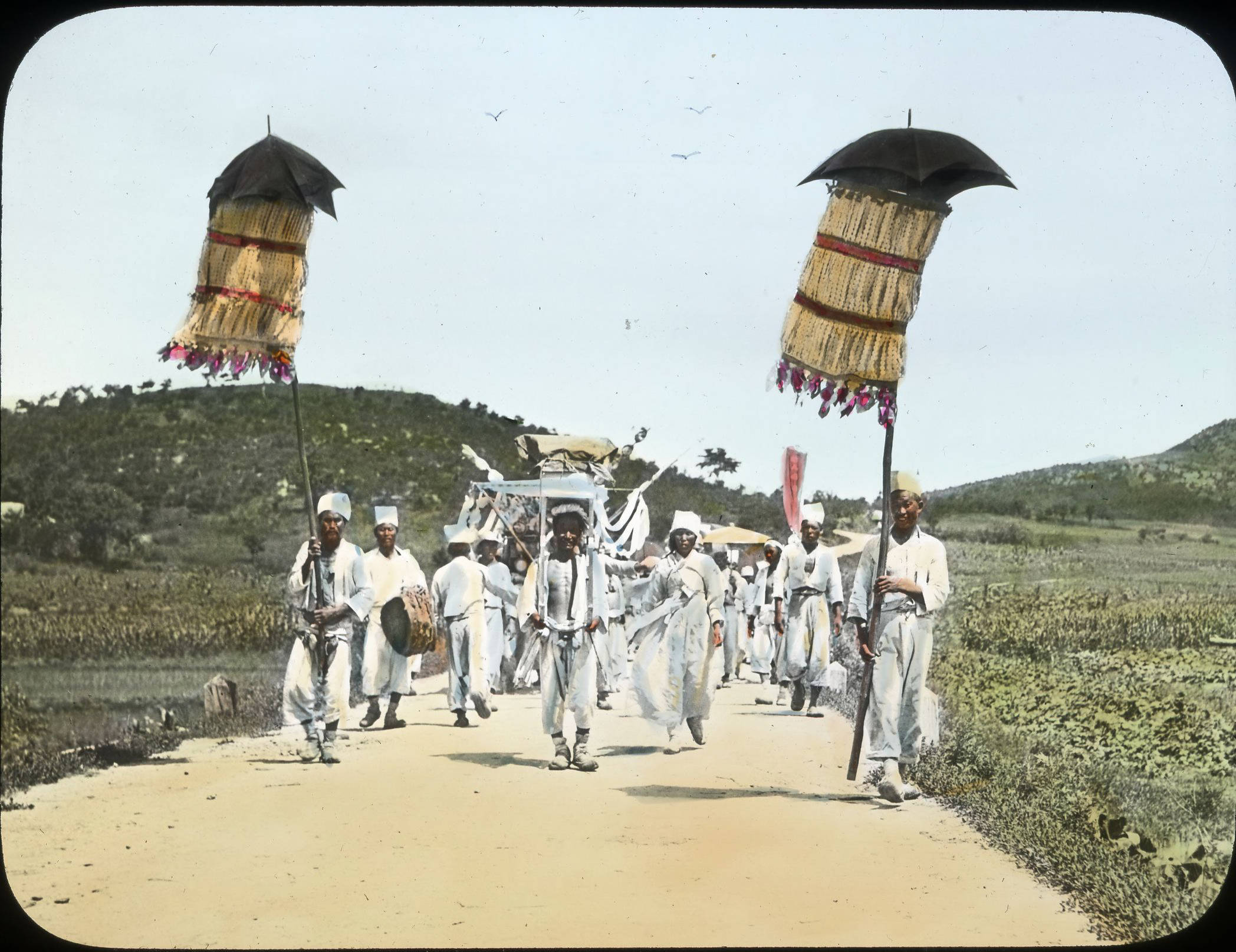
韓國喪葬隊伍

### 祭禮

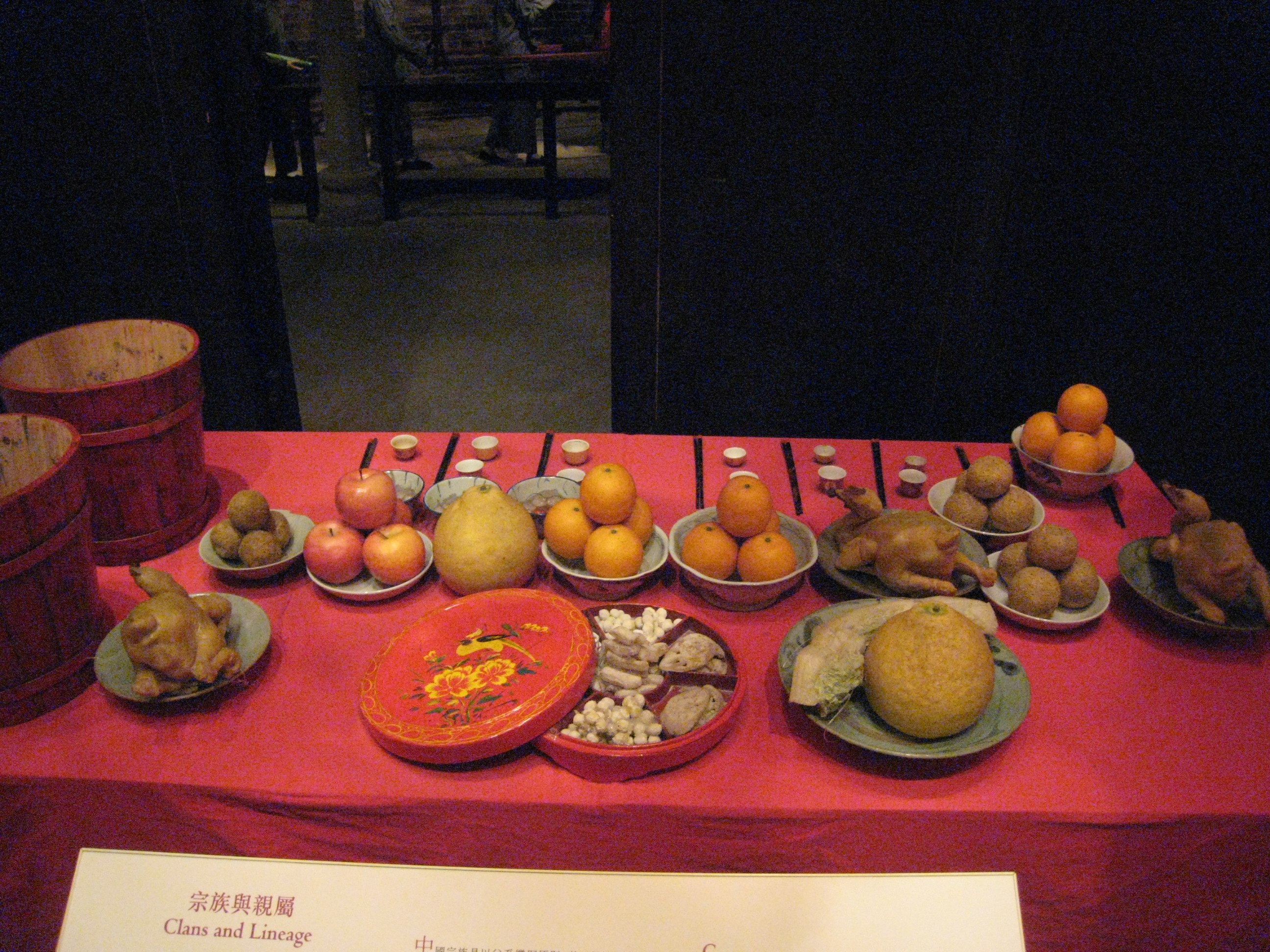
香港歷史博物館模擬香港家庭祭祖場景
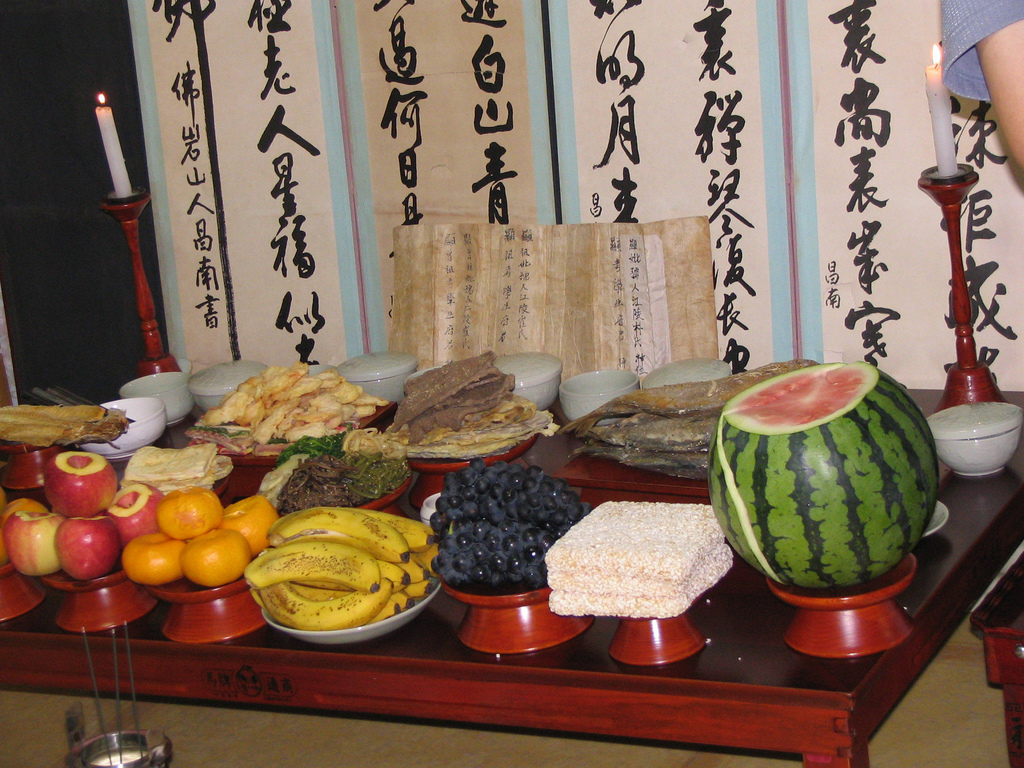
韓國家庭祭祖
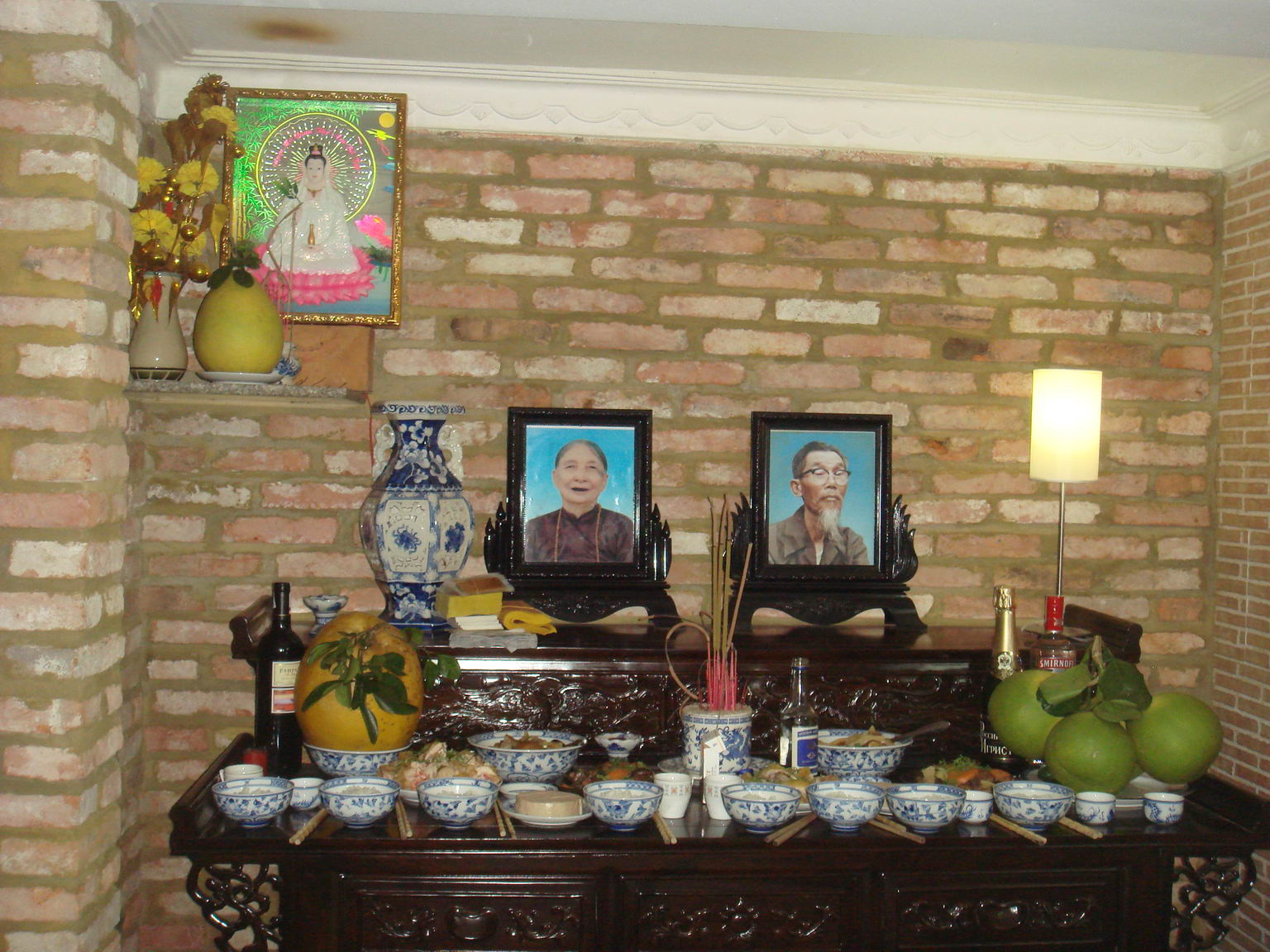
越南家庭祭祖
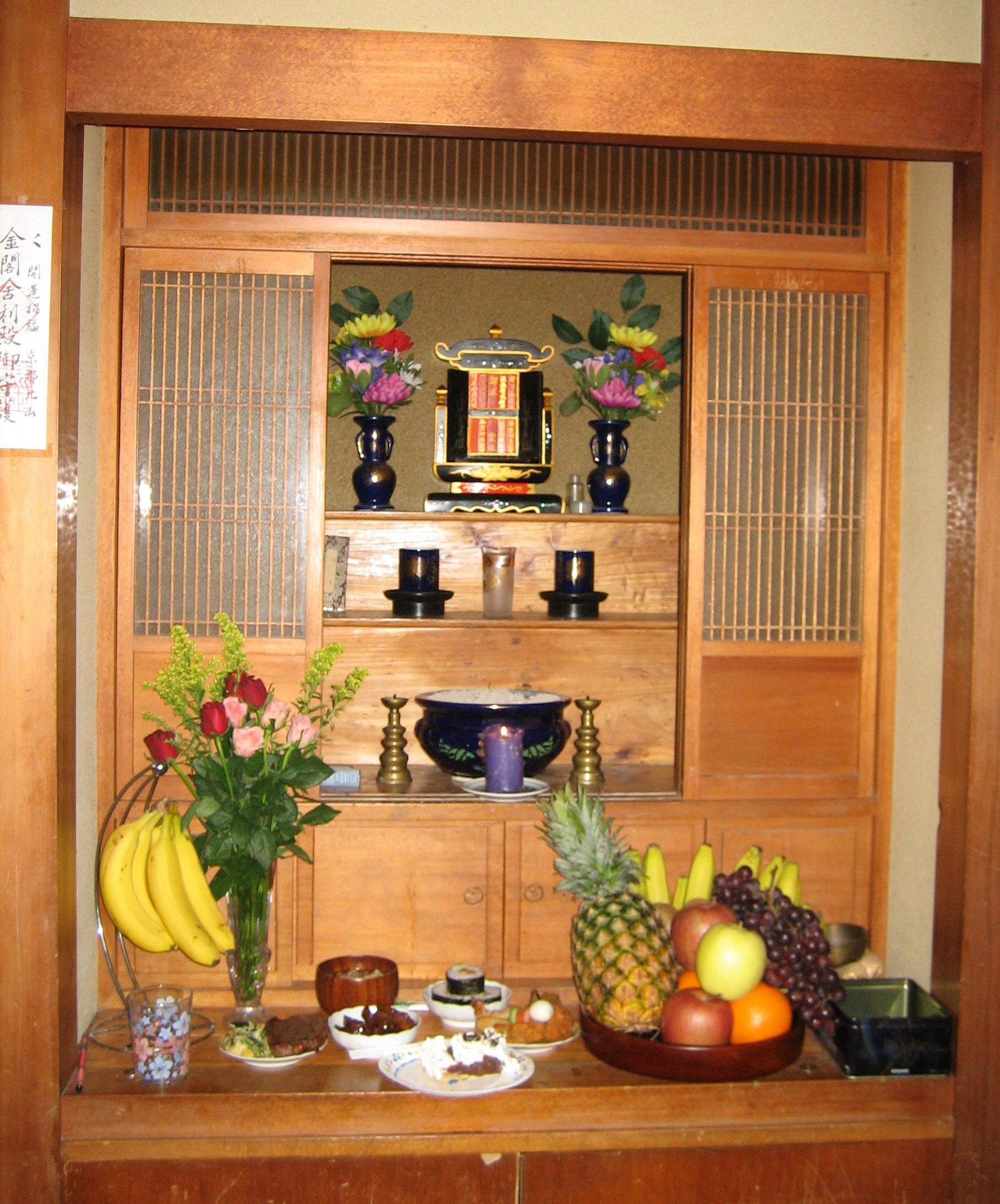
琉球家庭祭祖

## 另見
- 五禮（邦國之禮）、三書六禮（婚嫁之禮）
- 彌月禮、周歲禮、壽禮
- 成年禮（冠禮、笄禮）
- 祭祖、祠祭
- 宋·朱熹《朱子家禮》
- 清·呂子振《家禮大成》